# Spore (wieś)
Spore – wieś w Polsce położona w województwie zachodniopomorskim, w powiecie szczecineckim, w gminie Szczecinek, nad rzeką Gwdą i jeziorem Spore.
W latach 1946–54  siedziba gminy Spore.
Neogotycki kościół pw. Najświętszej Rodziny powstał w latach 1859–1865. 